# 2 Many DJ's
 (mars 2025).
Si vous disposez d'ouvrages ou d'articles de référence ou si vous connaissez des sites web de qualité traitant du thème abordé ici, merci de compléter l'article en donnant les références utiles à sa vérifiabilité et en les liant à la section « Notes et références ».
2manydjs est le nom du binôme de DJ belges, les frères Stephen et David Dewaele, également membres fondateurs du groupe d'électro-rock Soulwax.

## Histoire
Les frères Dewaele sont les fils d'un célèbre DJ Belge, Zaki. Stephen, le plus âgé des deux naît le 4 juillet 1970. David naît lui le 24 mai 1975. Stephen développe un côté artistique à l'école et devient réalisateur (clips, publicités…) tandis que David a un goût plus prononcé pour la musique. On lui doit de nombreux remix et productions, pour 2manydjs ou encore Soulwax.
Les Dewaele forment, avec Stefaan Van Leuven et Steve Slingeneyer, le groupe à succès Soulwax (mash-up) et sortent leur premier album en 1996 avec Leave The Story Untold. Ils commencent également à mixer à la fin des années 1990 après les concerts de leur groupe et mettent rapidement en place un projet musical appelé 2manydjs. Ils commencent à officier en 1999 sur une radio belge avec l'émission Hang The DJ. Inspirés par Grandmaster Flash, les deux DJ mettent ensemble leur chansons préférées et les enchaînent rapidement, si fait qu'ils jouent souvent 2 à 3 pistes différentes en l'espace d'à peine 5 minutes.
Après avoir fait leur armes sur la radio nationale Belge puis dans les clubs belges et néerlandais, les deux DJs tentent l'aventure à Londres, Angleterre, l'un des fleurons de la musique européenne, mais également l'un des endroits les plus prisés pour faire la fête. Enfin, ils commencent à mixer pour la radio Xfm et Londres, puis l'Europe les découvre. Les contacts se font de plus en plus nombreux et 2manydjs sort une compilation des shows radio au début des années 2000. Pour des raisons légales et de propriétés, l'album fut très rapidement sorti des bacs, mais cela n'empêcha pas les Dewaele de continuer jusqu'au volume 12.
Ce dernier événement, ces problèmes rencontrés quant aux droits des différentes chansons qu'ils jouaient contribuèrent à créer le mythe 2manydjs, mais également à promouvoir largement Soulwax. Dès lors, Soulwax et 2manydjs furent reconnus sur le territoire européen mais également dans le monde entier. Ils sont à l'origine de toute une flopée d'artistes musicaux et de DJ s'identifiant à eux, pratiquant un style de mix similaire, mélangeant différents styles de musique et enchaînant rapidement les pistes.

## Aujourd'hui
Soulwax, et 2manydjs sont depuis plusieurs années déjà dans une immense tournée. Ils vagabondent de villes en villes, pays en pays, pour jouer leurs propres morceaux (parfois sans que le groupe Soulwax ne joue) et réapparaître sur scène en tant que 2manydjs jusqu'au bout de la nuit. New York, San Francisco, Los Angeles, Londres, Moscou, Tokyo, Barcelone, Sydney, Paris, Carhaix, Milan, Berlin, Suède, Nouvelle-Zélande, Chine, Australie, France, Angleterre, Irlande, Pologne, Canada, Mexique… Soulwax sorti un album en 2004 puis en 2005, puis l'album de leur remixes Most Of The Remixes accompagné d'un mix par 2manydjs de ces remix.
Pour synthétiser cette énergie, Soulwax sortit en 2008 un DVD appelé Part of The Week End Never Dies. Ce DVD, remplis de bonus, raconte alors l'histoire de ce groupe et de ces deux DJs sur plusieurs mois voire années de tournée. Le teaser du DVD annonce cette hyperactivité, « Honestly I don't know how it happens, physically how human beings can withstand so much touring and performing… every night, for years by now » ("Honnêtement je ne sais pas comment ils font, physiquement comment des êtres humains peuvent supporter tellement de tournées et de performances, toutes les nuits, depuis des années.")
Depuis 2008, le groupe organise également la "Soulwaxmas", concert organisé dans plusieurs villes européennes en fin d'année avec de nombreux "guest" (en 2008 à Paris étaient présents Erol Alkan, Aeroplane, Breakbot ou encore Boys Noize), cet évènement a été renouvelé en 2009, 2010 et 2011.

## Discographie
- As Heard on Radio Soulwax Pt. 2 premier album, mashup de 45 pistes de divers artistes

## Amitiés
Soulwax et 2manydjs officia aux côtés de Justice, Busy P, So-Me et lièrent une grande amitié avec ces membres d'Ed Banger. Ils sont également très proches du DJ anglais Erol Alkan, mais également de Tiga, Das Pop, Boys Noize, LCD Soundsystem, Felix da Housecat, Digitalism ou encore Late of the Pier. Tous furent remixés par les deux compères et figurent sur leur dernier album Most Of The Remixes. Aujourd'hui, Soulwax a pris sous son aile le jeune DJ rémois Brodinski, qui officie généralement en « warm-up » des soirées Soulwax (ce fut souvent le cas sur les dates françaises de Soulwax).